# Vauquelin (Schiff, 1932)
Die Vauquelin (benannt nach Jean Vauquelin) war ein Großzerstörer (franz. Contre-Torpilleurs) der Vauquelin-Klasse der französischen Marine und Typschiff ihrer Klasse. Sie war eins der Schiffe, welches am 27. November 1942 bei der Selbstversenkung der Vichy-Flotte im Hafen von Toulon von ihrer Mannschaft versenkt wurde.

## Maschinenanlage
Die Antriebsanlage der Vauquelin bestand aus vier Penhoët-Kesseln und zwei Parsons-Turbinen. Diese trieben über zwei Antriebswellen die beiden  Schrauben an. Die Maschinen leisteten 64.000 WPS. Damit konnte eine Geschwindigkeit von 36 kn (etwa 71 km/h) erreicht werden.

## Bewaffnung
Die Hauptartillerie der Vauquelin bestand aus fünf 13,86-cm-Geschützen L/40 des Modells 1927 in Einzelaufstellung. Diese Kanone konnte eine 40,4 Kilogramm schwere Granate über eine maximale Distanz von 19.000 m feuern. Als Flugabwehrbewaffnung verfügte die Vauquelin bei Indienststellung über vier 3,7-cm-Flugabwehrkanonen (L/60) des Modells 1925 in Einzelaufstellung und vier Maschinengewehre 13,2 mm/76 Hotchkiss M1929 in Doppelaufstellung. Als Torpedobewaffnung verfügten die Zerstörer über sieben Torpedorohre in einer Dreiergruppe und zwei Doppelgruppen für den Torpedo 23DT Toulon. Zur U-Jagd besaß die Vauquelin zwei Wasserbombenwerfer am Heck mit zusammen 36 Wasserbomben und konnte bis zu 40 Seeminen aufnehmen.

## Verbleib

Lageplan der gesunkenen Schiffe in Toulon 1942

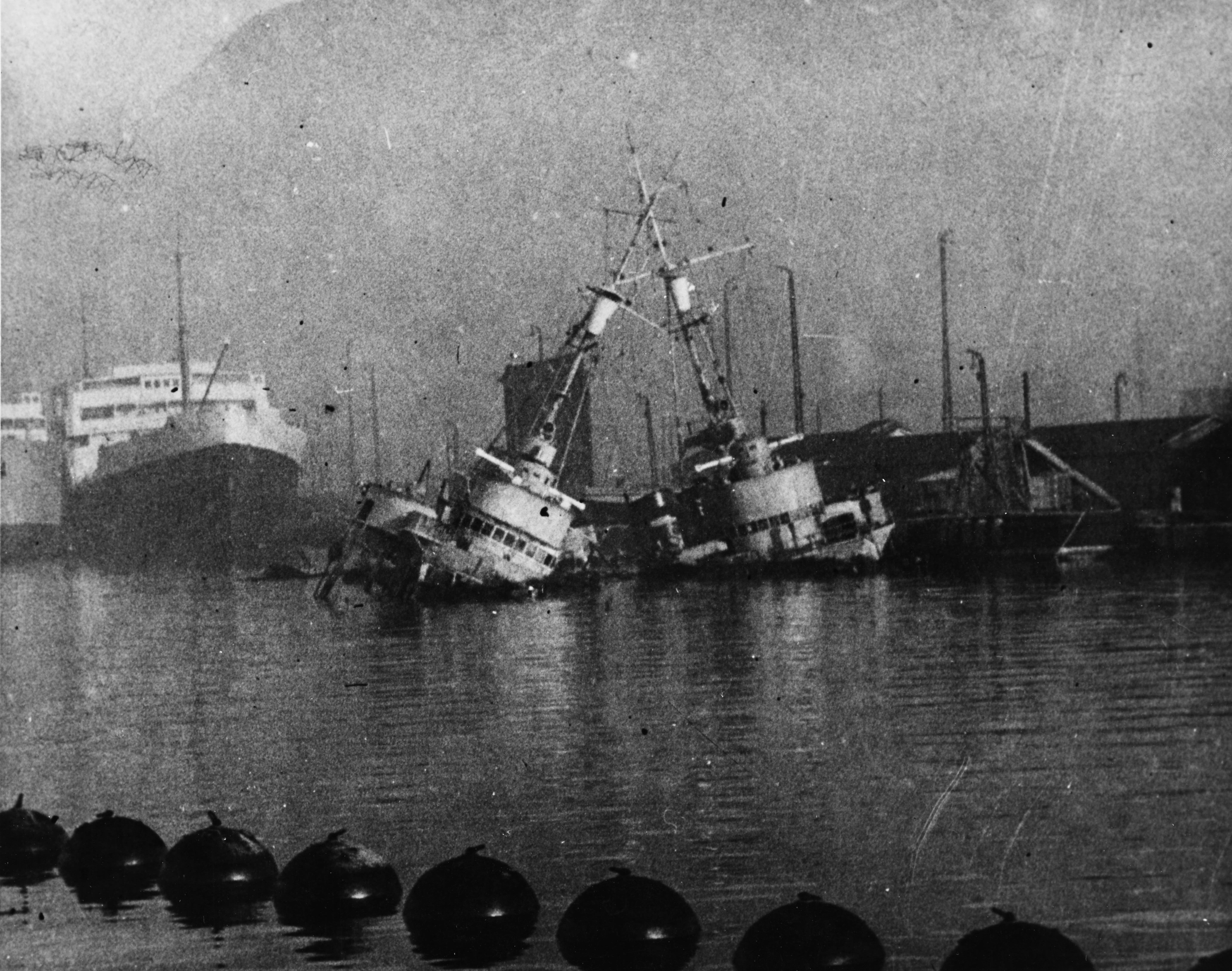
Vauquelin (links) und Kersaint (rechts) auf Grund im Hafen von Toulon (1942)

Am 27. November 1942 befand sich die Vauquelin im Hafen von Toulon. Als deutsche Truppen sich näherten, versenkte die Besatzung das Schiff im Hafen. Das Schiff wurde nicht gehoben und 1951 vor Ort abgebrochen.